# 메릭 갈랜드
메릭 브라이언 갈랜드(영어: Merrick Brian Garland, 1952년 11월 13일 ~ )는 미국의 은퇴한 변호사이자 법관으로, 2021년부터 2025년까지 제86대 미국 법무부 장관을 역임했다. 그는 이전에 1997년부터 2021년까지 워싱턴 D.C. 연방항소법원 (미국 법무부 관할) 순회법원 판사로 재직했다. 2016년 버락 오바마 대통령은 갈랜드를 미국 연방 대법원 대법관 후보로 지명했으나, 미국 상원은 그의 임명 동의안에 대한 표결을 거부했다.
시카고 지역 출신인 갈랜드는 하버드 대학교와 하버드 법학대학원에서 학업을 마쳤으며, 《하버드 로 리뷰》 편집자로 활동했다. 그는 미국 제2순회항소법원의 헨리 프렌들리 판사와 미국 대법관 윌리엄 J. 브레넌 주니어의 법률 서기로 근무했으며, 이후 로펌 아놀드 앤 포터에서 기업 소송을 담당했다. 이어 미국 법무부에서 연방 검사로 일하며 오클라호마시티 폭탄 테러 용의자들의 수사와 기소를 감독했다. 빌 클린턴 대통령은 1997년 갈랜드를 워싱턴 D.C. 연방항소법원 판사로 임명했으며, 2013년부터 2020년까지 이 법원의 수석판사로 재직했다.
민주당 소속 버락 오바마 대통령은 2016년 3월, 앤터닌 스컬리아 대법관 사망으로 공석이 된 자리를 채우기 위해 갈랜드를 대법관 후보로 지명했으나, 공화당 다수의 미국 상원은 청문회 개최 및 표결을 거부했다. 상원 다수가 대법관 후보에 대해 표결을 거부한 전례 없는 결정은 큰 논란을 불러일으켰다. 갈랜드의 지명 기간은 293일로 역대 최장 기록이며, 114차 의회 종료일인 2017년 1월 3일에 자동 만료되었다. 이후 도널드 트럼프 대통령은 닐 고서치를 지명했고, 공화당 다수 상원은 이를 승인했다.
조 바이든 대통령은 2021년 1월, 갈랜드를 미국 법무부 장관 후보로 지명했고, 상원의 70대 30 찬성으로 인준되어 같은 해 3월에 취임했다. 재임 기간 동안 갈랜드는 도널드 트럼프 대통령에 대한 기소 진행 속도와 관련해 비판을 받았다. 일부 관측통과 조 바이든 대통령 자신도 특검 잭 스미스가 기소한 사건들 중 2024년 11월 선거 전 재판이 열릴 가능성이 낮았던 점에 대해 갈랜드에게 일부 책임을 돌렸다. 이후 트럼프는 선거에서 승리해 비연속 두 번째 임기를 시작했다.

## 대법원 지명
갈랜드는 2009년과 2010년에 미국 연방 대법원에서 공석이 된 자리를 두 번이나 차지한 후, 2016년에 마침내 보수 성향의 앤터닌 스컬리아 대법관의 사망으로 공석이 된 자리에 버락 오바마 대통령에 의해 지명되었다.

### 2009년 및 2010년 고려 사항
2009년 데이비드 사우터 대법관이 퇴임 의사를 밝힌 뒤, 갈랜드는 후임 대법관 후보로 거론된 아홉 명의 최종 후보 중 한 명으로 고려되었으나, 최종적으로는 제2순회항소법원 판사였던 소니아 소토마요르가 지명되었다.
이후 2010년 4월, 존 폴 스티븐스 대법관이 퇴임을 발표하자, 갈랜드는 다시 한 번 미국 연방 대법원 대법관 지명의 유력 후보로 널리 거론되었다.  오바마 대통령은 공석을 채우기 위해 갈랜드를 비롯한 여러 인사들과 면담을 진행했다. 2010년 5월, 유타주 출신 공화당 상원의원 오린 해치는 만약 갈랜드가 지명된다면 오바마 대통령을 도울 의향이 있다고 밝히며, 갈랜드를 "합의형 후보"라고 평가하고, 초당적 지지를 받아 상원 인준을 통과할 수 있을 것이라고 예측했다. 그러나 오바마 대통령은 미국 법무부 대법원 소송 수석대리인이던 엘레나 케이건을 지명했고, 케이건은 2010년 8월 인준을 받아 대법관에 취임했다.

## 법무부 장관

### 임기
2021년 4월, 러시아는 갈랜드 법무장관에 대해 입국 금지를 포함한 제재를 부과했다. 이는 미국이 러시아의 솔라윈즈 해킹, 우크라이나 침공, 2020년 미국 대선 개입에 대응해 러시아 외교관 10명을 추방한 데 대한 보복 조치였다.

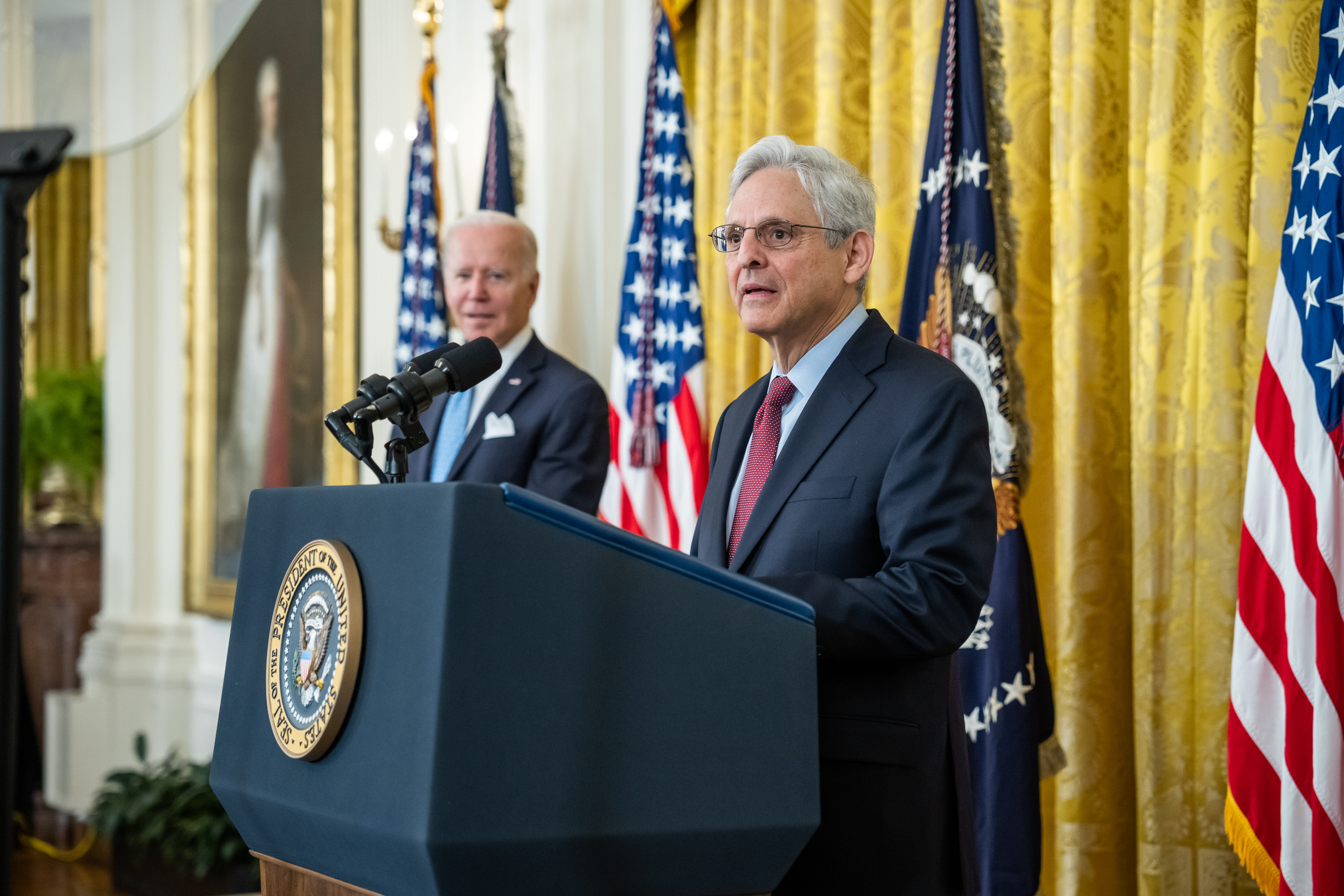
2022년 5월 16일, 메릭 갈랜드가 백악관 이스트룸에서 연설하는 모습

2021년 5월, 미국 법무부는 워싱턴 D.C. 연방지방법원의 에이미 버먼 잭슨 판사가 내린 판결 일부에 대해 항소했다. 해당 판결은 특별검사 수사에서 도널드 트럼프 대통령에 대한 사법 방해 혐의 면제에 관한 전 법무장관 윌리엄 바의 법적 근거를 상세히 담은 법무부 내부 메모 대부분을 공개하도록 명령한 내용이었다.
2021년 6월 7일, 법무부는 E. 진 캐럴이 제기한 명예훼손 소송에 대해 방어를 계속했다. 법무부는 트럼프 전 대통령이 대통령 직무 수행 중에 그녀의 강간 혐의를 부인하는 발언을 했기 때문에, 트럼프를 상대로 소송을 제기할 수 없다고 주장했다. 이 결정에는 갈랜드 법무장관이 깊이 관여했다. 백악관은 곧바로 이 결정과 거리를 뒀다. 갈랜드는 10월 21일, 하원 법사위원회 청문회에서 법무부의 주장은 연방법상 불법행위배상청구법 적용 여부에 관한 것뿐이라고 밝혔다.
2021년 7월 1일, 갈랜드 법무장관은 관련 정책과 절차를 검토하는 동안 모든 연방 사형 집행에 대해 집행 중단을 선언했다. 검토 대상에는 "펜토바르비탈 사용과 관련된 고통 및 고문 위험", "2020년 11월에 제정된 연방 사형 방법 확대 규정과 주 정부 시설 및 인력 사용 승인", "2020년 12월과 2021년 1월에 사형 집행을 신속화하기 위한 변경 사항" 등이 포함되었다. 이는 바이든 대통령이 연방 사형 제도 폐지를 추진하겠다는 공약과 일치하는 조치였다. 그럼에도 불구하고, 갈랜드는 이전 행정부가 테러 용의자에 대해 사형을 구형한 사건들에 대해서는 계속해서 사형을 추구하고 있다. 트럼프 행정부는 2019년 연방 사형 집행을 재개했으며, 17년 만에 13명의 수감자를 사형 집행했는데, 이 중에는 70년 만에 처음으로 여성 사형수도 포함되어 있었다.

### 2021년 미국 국회의사당 습격

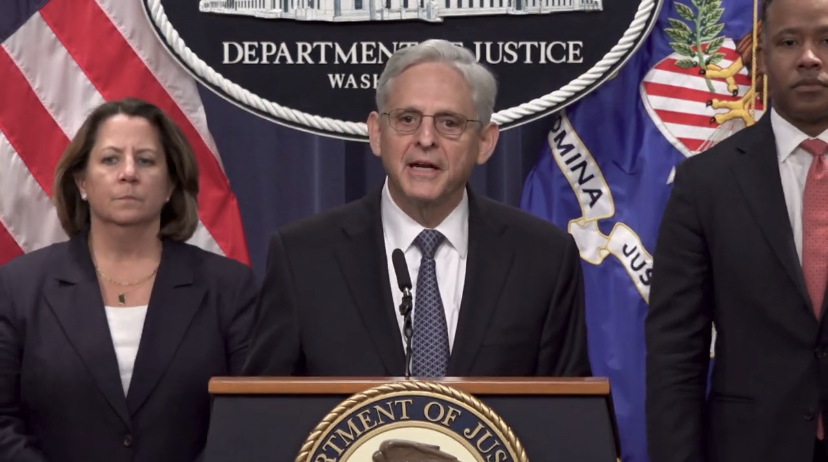
2022년 11월 18일, 갈랜드가 트럼프 수사를 총괄할 특별검사 잭 스미스 임명을 발표하는 모습

2021년 7월 26일, 미국 법무부는 트럼프 행정부 시절 법무부 고위 관계자들에게 서한을 발송했다. 서한 수신자에는 당시 법무장관 대행 제프리 A. 로젠, 법무부 부장관 대행 리처드 도너휴, 부차관보 패트릭 호바키미언, 조지아 북부지구 연방검사 뷘 팍, 같은 지역의 연방검사 대행 바비 크리스틴, 환경 및 자연자원국 및 민사국 담당 차관보 제프리 클라크 등이 포함되었다.  이 서한을 통해 법무부는, 이들이 2020년 미국 대통령 선거 결과를 뒤집으려 했던 트럼프 대통령의 시도나 2021년 1월 6일, 미국 국회의사당 습격 사태에 대한 증언과 관련해 행정부 특권을 행사하지 않겠다고 통보했다. 이에 따라 이들은 하원 감독위원회와 상원 사법위원회에 대해 "제한 없는" 증언을 할 수 있으며, 잠재적인 특권 주장과 무관하게 자유롭게 증언해도 된다고 법무부는 밝혔다.
2021년 7월 28일, 미국 법무부는 에릭 스왈웰 하원의원이 모 브룩스와 도널드 트럼프를 상대로 제기한 민사소송과 관련해, 브룩스 의원에 대한 법적 보호 요청을 거부했다. 이 소송은 브룩스가 2021년 1월 6일, 국회의사당 습격 사태와 관련해 발언하고 행동한 내용에 대한 것이었다. 법무부는 법원에 제출한 서류에서, 브룩스 의원의 해당 발언과 행동은 연방 하원의원으로서의 공식 직무 범위를 벗어난 것으로 판단된다고 밝혔다. 이에 따라 법무부는 브룩스에 대해 연방 정부 차원의 법적 대리나 면책을 제공하지 않기로 했다.
2021년 10월 21일, 미국 하원은 도널드 트럼프 전 대통령의 측근이었던 스티브 배넌이 1월 6일, 특별조사위원회의 소환장을 거부한 것과 관련해, 그를 의회모독 혐의로 법무부에 형사 고발하기로 의결했다. 배넌 측은 당시 행정부 특권을 이유로 소환에 불응했지만, 하원은 이를 인정하지 않았다. 낸시 펠로시 하원의장이 고발 결정을 인증한 뒤, 이 사안은 워싱턴 D.C. 연방검사에게 송부되었고, 연방검사는 이를 대배심에 회부할지 여부를 판단하게 되며, 최종 결정권은 갈랜드 당시 법무장관에게 있었다. 갈랜드는 의회에 출석해, "법무부는 사실과 법률을 근거로 판단을 내릴 것"이라며, "이런 상황에서 법무부는 항상 해온 대로 사실과 법률을 적용해 기소 원칙에 따라 결정을 내릴 것"이라고 밝혔다.
2022년 11월, 트럼프가 2024년 대통령 선거 출마를 공식 선언한 며칠 뒤, 갈랜드 법무장관은 잭 스미스를 트럼프 관련 수사를 담당할 특별검사로 임명했다.

### 로버트 허 보고서
2024년 2월 8일, 미국 법무부는 조 바이든 대통령의 기밀문서 취급과 관련된 조사 결과를 담은 한국계 미국인 특별검사 로버트 허의 보고서를 공개했다. 보고서는 이번 사건에 대해 형사 기소는 필요하지 않다는 결론을 내렸다. 기소하지 않기로 한 판단의 일부 근거로, 보고서는 바이든 대통령의 기억력과 인지 능력에 대한 문제를 언급했다. 바이든 대통령은 수사 과정에서 허 특별검사와 면담했으며, 이 면담 내용은 보고서 작성에 반영되었다.
갈랜드 전 법무장관은 이 보고서 공개 결정으로 인해 바이든 대통령 지지자들과 일부 전직 검사들로부터 비판을 받았다. 비판자들은 보고서가 바이든을 "기억력이 좋지 않은 고령자"로 묘사한 부분이 불필요한 표현이라고 지적하며, 이러한 언급이 바이든 대통령의 정신적, 신체적 쇠약에 대한 대중의 인식을 강화하는 데 악용될 수 있다고 주장했다.
이에 대해 법무부의 비정치적 최고위 경력 공무원이자 부차관보인 브래들리 와인스하이머는 이러한 비판을 일축하며, 보고서의 표현은 "공개 기준에 부합한다"고 밝혔다. 갈랜드는 허 특별검사가 제안한 어떤 수사 절차도 부적절하다고 판단한 적이 없었다고 덧붙였다.